# Goleniów (công xã)
Gmina Goleniow là một đô thị-nông thôn (công xã) ở Goleniowski, Zachodniopomorskie, ở tây bắc Ba Lan. Khu vực hành chính  của nó là thị trấn Goleniów, nằm cách khoảng 22 kilômét (14 mi) về phía đông bắc của thủ đô khu vực Szczecin.
Gmina có diện tích 443,06 kilômét vuông (171,1 dặm vuông Anh), và tính đến năm 2006, tổng dân số của nó là 33.137 (trong đó dân số Goleniów lên tới 22.448, và dân số của vùng nông thôn của Gmina là 10.689).

## Làng
Ngoài thị trấn Goleniow, Gmina Goleniow gồm các làng và các khu định cư của Bącznik, Białuń, Bolechowo, Bolesławice, Borzysławiec, Budno, Burowo, Bystra, Czarna Laka, Danowo, Dobroszyn, Domastryjewo, Glewice, Gniazdowo, Grabina, Imno, Ininka, Inoujście, Iwno, Kamieniska, Katy, Kępy Lubczyńskie, Kliniska Wielkie, Komarowo, Krępsko, Krzewno, Łaniewo, Lesko, Łozienica, Lubczyna, Marszewo, Miękowo, Modrzewie, Mosty, Mosty-Osiedle, Nadrzecze, Niedamierz, Niewiadowo, Podańsko, Pucice, Pucie, Pucko, Rurka, Rurzyca, Smolniki, Stawno, Święta, Tarnowiec, Tarnówko, Twarogi, Wierzchosław, Zaborze, Zabród, Załom, Zamęcie, Żdżary, Żółwia và Żółwia khối.

## Gmina lân cận
Gmina Goleniów giáp với thành phố Szczecin và bởi các Gmina của Kobylanka, Maszewo, Osina, Police, Przybiernów, Stargard và Stepnica.